# Санта-Еуфемія (Іспанія)
Санта-Еуфемія (ісп. Santa Eufemia) — муніципалітет в Іспанії, у складі автономної спільноти Андалусія, у провінції Кордова. Населення — 960 осіб (2010).
Муніципалітет розташований на відстані близько 230 км на південний захід від Мадрида, 80 км на північ від Кордови.

## Демографія
Динаміка населення (INE ):

## Галерея зображень

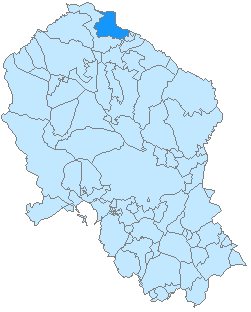
Розташування муніципалітету у провінції Кордова